# Moshe Arens
Moshe Arens (født 27. december 1925 i Kaunas, død 7. januar 2019 i Savyon) var en israelsk aeronautisk ingeniør, diplomat og Likud-politiker.